# Nepeta jakupicensis
Nepeta jakupicensis là một loài thực vật có hoa trong họ Hoa môi. Loài này được Micevski mô tả khoa học đầu tiên năm 2002.